# André Wagenknecht
André Wagenknecht (* 1979) ist ein ehemaliger deutscher Mountainbiker, der zunächst im Downhill und später im Enduro aktiv war und in beiden Disziplinen Deutscher Meister wurde.

## Sportlicher Werdegang
Seine Karriere im Mountainbikesport begann Wagenknecht direkt beim Downhill, seinen ersten Wettkampf bestritt er im Jahr 1995. Sein Schwerpunkt lag bei Rennen des nationalen Kalenders (Meisterschaften, IXS German Downhill Cup) sowie im IXS European Downhill Cup. 2008 kam er zum Fahrradhersteller Cube, wo er neben seiner Tätigkeit als Fahrer auch in der Entwicklung neuer Räder beteiligt war. Nachdem er 2005 bereits Vizemeister wurde, gewann er in der Saison 2008 die Deutschen Meisterschaften im Downhill. 2011 stand er im Downhill als Dritter nochmals auf dem Podium der nationalen Meisterschaften.   
Mit zunehmender Verbreitung des MTB-Enduro wandte sich Wagenknecht dieser Disziplin zu. 2012 wurde er Gründungsmitglied im Cube Action Team, mit dem er in der Saison 2013 die Gesamtwertung der Specialized-SRAM Enduro Series gewann. In der Saison 2014 wurde er bei den erstmals ausgetragenen Deutschen Meisterschaften im Enduro der erste Deutsche Meister in der Disziplin.
Nach der Saison 2016 beendete Wagenknecht seine aktive Karriere als Radrennfahrer, nimmt aber als Markenbotschafter von Cube noch vereinzelt an verschiedenen Wettkämpfen teil.

## Erfolge
2008
- Deutscher Meister – Downhill

2013
- Gesamtwertung Specialized-SRAM Enduro Series

2014
- Deutscher Meister – Enduro